# Aline Zeler
Aline Zeler est une joueuse de football belge née le 2 juin 1983, à Libramont-Chevigny (Belgique). En fin de saison 2018-2019, elle met fin à sa carrière de joueuse. À partir de juillet 2019, elle est l'entraîneur de l'équipe féminine du Sporting de Charleroi à partir de la saison 2021-2022.

## Biographie

### Carrière de joueuse

#### Parcours en club
Aline Zeler commence sa carrière à Warmifontaine avant de rejoindre Tenneville Sports, elle signe en 2004 au Standard de Liège. Elle y reste deux ans. Entre 2006 et 2010, elle évolue au RSC Anderlecht puis au Saint-Trond VV avant retourner en 2010 au Standard de Liège. En juin 2017, elle retourne au RSC Anderlecht. Elle quitte le club bruxellois après une saison pour le PSV Vrouwen (Pays-Bas). Elle a la particularité d'être neuf fois championne consécutive (de 2010 à 2018) avec trois clubs différents (Saint-Trond VV, Standard de Liège, RSC Anderlecht).
C'est également la meilleure buteuse européenne du Standard de Liège avec sept buts. 
En 2020, elle reprend sa carrière de joueuse et signe au KRC Genk.

#### Équipe de Belgique féminine
En septembre 2015, elle devient la meilleure buteuse de l'équipe de Belgique féminine, record qu'elle détient peu de temps. En équipe nationale, elle totalise 111 rencontres, équipe nationale qu'elle décide de quitter le 23 octobre 2018, elle joue toutefois une dernière rencontre contre la Thaïlande en juin 2019.

### Carrière d'entraîneur

#### PSV Eindhoven (espoirs féminines)
À partir de la saison 2019-2020, elle devient entraîneur de l'équipe espoirs féminine du PSV .

#### Charleroi SC
Le 14 avril 2021, elle est officiellement annoncée comme entraîneur de l'équipe féminine du Sporting de Charleroi à partir de la saison 2021-2022,.

## Palmarès et distinctions individuelles

### Palmarès
- Championne de Belgique (9) : 2010 avec Saint-Trond VV; 2011 - 2012 - 2013 - 2014 - 2015 - 2016 - 2017 avec le Standard de Liège;  2018 avec le RSC Anderlecht
- Championne de Belgique et des Pays-Bas (1) : 2015 avec le Standard de Liège
- Coupe de Belgique (3) : 2006 - 2012 - 2014 avec le Standard de Liège
- Super Coupe de Belgique (2) :  2011 - 2012 avec le Standard de Liège
- Doublé Championnat de Belgique et des Pays-Bas-Championnat de Belgique (1) : 2015 avec le Standard de Liège
- Doublé Championnat de Belgique-Coupe de Belgique (2) : 2012 - 2014 avec le Standard de Liège
- Doublé Championnat de Belgique-Super Coupe de Belgique (2) : 2011 - 2012 avec le Standard de Liège
- Triplé Championnat de Belgique-Coupe de Belgique-Super Coupe de Belgique (1) :  2012 avec le Standard de Liège
- Quadruplé Championnat de Belgique-Coupe de Belgique-Super Coupe de Belgique-BeNe SuperCup (1) : 2012 avec le Standard de Liège
- BeNe SuperCup (2) :  2011 -  2012 avec le Standard de Liège

#### Bilan
- 17 titres

### Distinctions personnelles
- Meilleure buteuse 2009-2010 : 35 buts avec Saint-Trond VV
- Meilleure buteuse 2010-2011 : 32 buts avec le Standard de Liège
- Médaille du mérite sportif de la Province du Luxembourg en 2013
- Sparkle en 2016
- Lauréate du Godefroid sport de la Province du Luxembourg en 2016

## Statistiques

### Ligue des Champions
- 2011-2012: 2 matchs, 2 buts
- 2012-2013: 2 matchs
- 2013-2014: 2 matchs
- 2014-2015: 3 matchs, 5 buts
- 2015-2016: 2 matchs
- 2016-2017: 3 matchs

Tous les matchs avec le Standard de Liège
Elle est la meilleure buteuse belge en Ligue des Champions et aussi la meilleure buteuse européenne du Standard de Liège avec 7 buts.

### Équipe nationale de Belgique
- 111 sélections (record détenu jusqu'en 2021)[5]
- 29 buts